# 聯合體 (天文學)

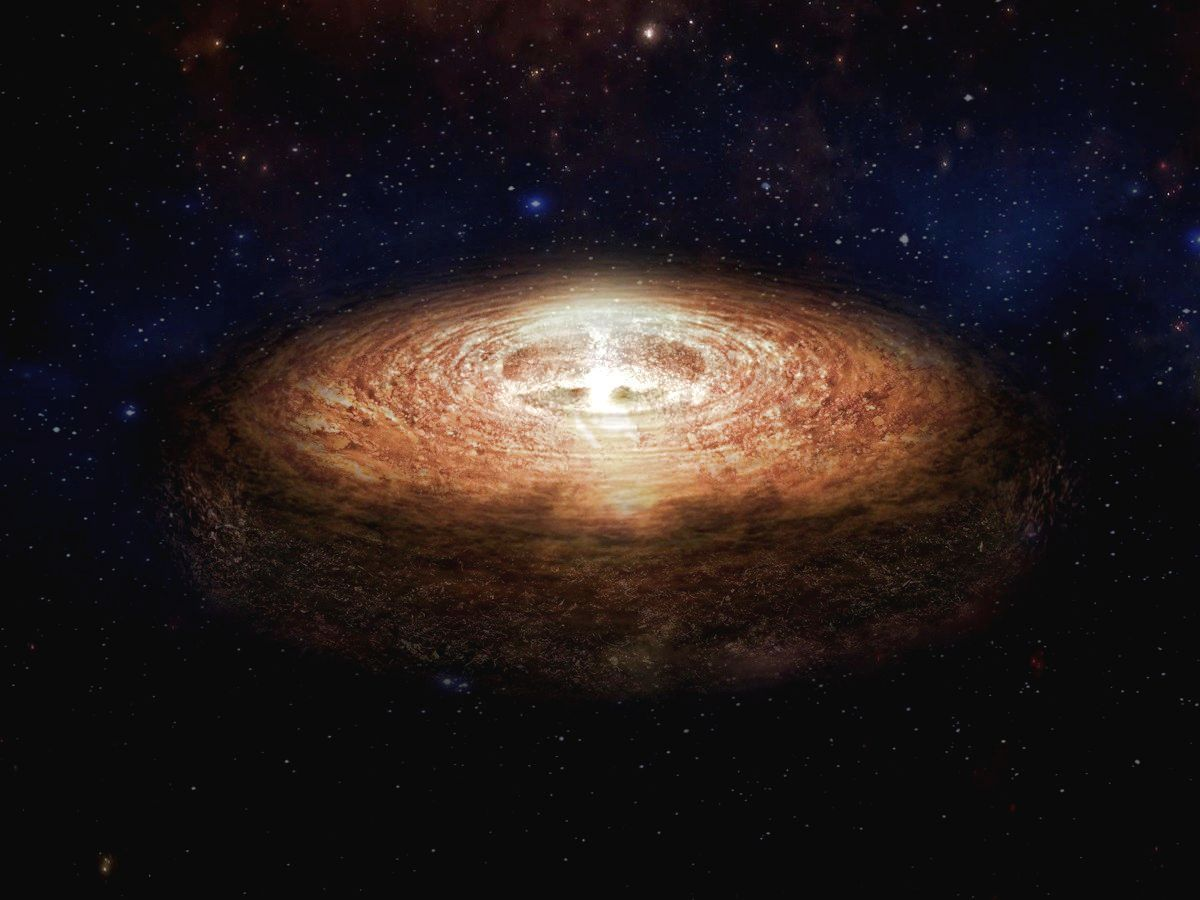
藝術家概念下的聯合體

聯合體（英語：synestia）是一種假想的快速旋轉的甜甜圈形狀的蒸發岩石。它是由莎拉·T·史都華-穆科帕代亞命名的，字源取自赫斯提亞（英語：Hestia，健康之神），與「Syn-」（意思為結合在一起）的組合。在旋轉物體大撞擊的電腦模擬中，如果總的角動量大於共旋極限，就可以形成聯合體。超過共旋極限，物體赤道處的速度將超過軌道速度。
在「聯合體」的情况下，結果是一個內部區域以單一速率旋轉，一個鬆散連接的環面在其之外軌道運行。部分原因是內部壓力較低，使聯合體在地函的熱性質和組成上也與以前的陸地演化模型有所不同。

## 組成
聯合體由三個主要組成部分組成：最內側的區域稱為共旋區，中間區域稱為過渡區，最外側區域稱為盤狀區。共旋區域為一個實體旋轉體，其特徵是熱蒸汽和高熵水準，以及更高的角速度。
過渡區通常是共旋區和環狀區之間的連續變化。在這裡，在大多數模擬中，角速度和溫度遵循平滑的梯度，兩者都隨半徑减小。溫度梯度是由來自內部區域的熱蒸汽與來自外部的較冷冷凝物質的混合物產生的。這過渡到圓盤狀區，其外觀可能隨著角動量、質量和熵的不同初始條件而發生巨大變化。

## 大撞擊假說
根據研究，聯合體是大碰撞說中的地球和月球形成的早期過程。在該模型中，在與具有高能量和高角動量的物體碰撞後形成了一個聯合體。聯合體的表面溫度受到岩石沸點的限制，大約2,300 K (大約2,000 °C；3,700 °F)。
當由此產生的聯合體通過向太空輻射熱量而冷卻時，岩漿液滴在其外層形成，然後在數十年的時間裏向內降雨，導致聯合體收縮。留在內部區域洛希極限外的質量吸積形成小衛星，隨後結合形成月球。地球在稍後才重新形成，一旦聯合體冷卻到足够的程度，落入共轉的極限內。根據這個模型，月球是在源自地球的蒸汽雲中形成的，這就是為什麼它的同位素比率與地球相似的原因。較晚形成的地球（在聯合體冷卻過程中）解釋了它積累了比月球更多的揮發性元素。

## 註解和參考資料
1. ↑  . YouTube.   [2023-11-08]. （原始内容存档于2023-03-31）.
2. ↑  Boyle, Rebecca. . New Scientist. 23 June 2017 [25 May 2017]  [7 June 2017]. （原始内容存档于2023-04-04）.
3. ↑  Gough, Evan. . Universe Today. 24 May 2017  [7 June 2017]. （原始内容存档于2023-07-16）.
4. 1 2 3  Lock, Simon J.; Stewart, Sarah T. . Journal of Geophysical Research: Planets. 2017, 122 (5): 950–982. Bibcode:2017JGRE..122..950L. S2CID 118959814. arXiv:1705.07858 . doi:10.1002/2016JE005239.
5. ↑  Lock, Simon J. . Graduate School of Arts & Sciences (Ph.D.论文). Harvard University. 2018  [2023-11-08]. （原始内容存档于2023-11-30）.
6. 1 2  Lock, Simon J. . Scientific American.   [3 July 2019]. （原始内容存档于2023-10-25）.
7. ↑  Lock, Simon J.; Stewart, Sarah T.; Petaev, Michail I.; Leinhardt, Zoe M.; Mace, Mia T.; Jacobsen, Stein B.; Ćuk, Matija. . Journal of Geophysical Research. 2018, 123 (4): 910. Bibcode:2018JGRE..123..910L. S2CID 119184520. arXiv:1802.10223 . doi:10.1002/2017JE005333.

## 外部連結
- Planetary scientist Dr. Sarah T. Stewart (presenter).  (video). TED Salon, U.S. Air Force, 2019: Technology, Entertainment, Design. February 2019  [12 July 2019]. （原始内容存档于2024-02-14）. duration 11 minutes